# سامانتا فن دیمن
سامانتا فن دیمن (انگلیسی: Samantha van Diemen؛ زادهٔ ۲۸ ژانویهٔ ۲۰۰۲) بازیکن فوتبال اهل پادشاهی هلند است که در حال حاضر برای باشگاه فوتبال زنان گلاسگو سیتی بازی می‌کند.
وی همچنین در تیم‌های ملی فوتبال زیر ۱۷ سال، زیر ۱۹ سال، زیر ۲۰ سال و بزرگسالان زنان هلند بازی کرده است.

## دوران باشگاهی

### آژاکس
سامانتا فن دیمن برای CTO، یک تیم آموزشی سازماندهی شده توسط فدراسیون فوتبال ملی هلند، بازی کرد. زمانی که CTO در سال ۲۰۱۸ متوقف شد، فن دیمن به پیشنهاد تیم استعدادیابی آژاکس، به تیم جوانان زنان آژاکس رفت. در تابستان ۲۰۱۹، او قراردادی با تیم زنان آژاکس امضا کرد. فن دیمن اولین بازی لیگ خود را در برابر باشگاه فوتبال زنان هیرنفین در ۹ اکتبر ۲۰۲۰ انجام داد. او اولین گل خود را در برابر باشگاه فوتبال زنان آدو دن هاخ در ۲۸ مارس ۲۰۲۱ به ثمر رساند و در دقیقه ۴۹ گلزنی کرد.

### فاینورد
در ژوئیه سال ۲۰۲۱، فن دیمن قراردادی با فاینورد امضا کرد تا به کار حرفه‌ای خود در این باشگاه هلندی ادامه دهد. او اولین بازی لیگ خود را در برابر باشگاه فوتبال زنان آدو دن هاخ در ۲۹ اوت ۲۰۲۱ انجام داد. فن دیمن اولین گل لیگ خود را در برابر باشگاه فوتبال زنان هیرنفین در تاریخ ۱۲ نوامبر سال ۲۰۲۱ به ثمر رساند و در دقیقه ۵۱ گلزنی کرد. در ۷ ژوئن ۲۰۲۲، اعلام شد که فن دیمن با باشگاه فوتبال زنان فاینورد به توافق نرسیده است و این باشگاه را ترک خواهد کرد. او برای فاینورد در مسابقات لیگ برتر فوتبال زنان هلند، ۲۳ مرتبه به میدان رفت و توانست یک بار گلزنی کند.

### فورتونا سیتارد
فن دیمن اولین بازی خود برای باشگاه فوتبال زنان فورتونا سیتارد در لیگ برتر فوتبال زنان هلند را در برابر باشگاه فوتبال زنان آژاکس آمستردام در ۱۶ سپتامبر ۲۰۲۲ انجام داد. در تاریخ ۳۱ مه ۲۰۲۳، اعلام شد که او قراردادی جدید به مدت یک سال امضا کرده است.

## دوران ملی
در ۱۵ فوریه ۲۰۱۸، فن دیمن اولین بازی ملی خود را برای نارنجی‌های زیر ۱۶ سال انجام داد.
فن دیمن اولین بازی خود را برای تیم ملی فوتبال زنان زیر ۱۷ سال هلند در برابر لیتوانی در ۹ مه ۲۰۱۸ انجام داد. او اولین گل خود را در برابر تیم ملی فوتبال زیر ۱۷ سال زنان آلمان در ۸ مه ۲۰۱۹ به ثمر رساند و در دقیقه ۳۰ گلزنی کرد.
فن دیمن در اولین بازی خود برای زیر ۱۸ ساله‌های هلند در برابر ایالات متحده در ۳۱ ژانویه ۲۰۲۰ گلزنی کرد و در دقیقه ۱۰ این گل را به ثمر رساند.
او همچنین برای لاله‌های نارنجی زیر ۱۹ سال بازی کرده است.
فن دیمن اولین بازی خود را برای دختران هلند زیر ۲۰ سال در برابر مکزیک در ۲۲ ژوئن ۲۰۲۲ انجام داد.
از سال ۲۰۲۱، او برای زیر ۲۳ سال هلند بازی کرد.
فن دیمن اولین بازیکن زن فاینورد است که برای تیم ملی فوتبال زنان هلند بازی کرده است، زمانی که او در ۲۹ نوامبر ۲۰۲۱ در یک تساوی ۰–۰، در یک بازی دوستانه برابر تیم ملی فوتبال زنان ژاپن به میدان رفت، این مهم به ثمر نشست.

## زندگی شخصی
سامانتا فن دیمن در حال مطالعه دوره روزنامه‌نگاری در مرکز ان‌تی‌آی است.